# La Boisserie
La Boisserie is een voormalige persoonlijke residentie van generaal de Gaulle in Colombey les Deux Églises in de Haute-Marne, is sinds 1980 een museum open voor bezoekers en de eigenaar was zijn zoon, admiraal Philippe de Gaulle (1921-2024).
De Gaulle komt graag tot rust in wat hij beschouwt als zijn echte en enige thuis, vooral tijdens zijn politieke ‘doortocht door de woestijn’. Hij schrijft bijvoorbeeld: “Ik mis Colombey. Ik zie mezelf nergens anders wonen.” Hij zoekt daar zijn toevlucht om belangrijke beslissingen te nemen, in kalmte en eenzaamheid. Zelfs toen hij tot president van de Franse Republiek werd gekozen, weigerde hij aanvankelijk, in strijd met het protocol, in het Élysée te blijven. Hij belandde uiteindelijk in het presidentiële paleis, maar bleef veel tijd en elk ander weekend doorbrengen met zijn gezin in Colombey. In 1969 nam De Gaulle ontslag en trok zich samen met zijn vrouw terug in zijn huis. Hij stierf daar op 9 november 1970.
Yvonne de Gaulle woonde tot 1978 in La Boisserie, waarna ze het definitief verliet naar Parijs, waar ze het bejaardentehuis van de Zusters van de Onbevlekte Ontvangenis betrok. Ze stierf een jaar later in het ziekenhuis van Val-de-Grâce, op 79-jarige leeftijd, op 8 november 1979, de dag vóór de negende verjaardag van het overlijden van haar man.
Het huis en het bijbehorende park, inclusief het hek dat uitkijkt op de straat, zijn bij decreet van 6 september 2004 geklasseerd als historisch monument.
De residentie kreeg in 2011 het label Maisons des Illustres.